# Wenxi Shuiku
Wenxi Shuiku (kinesiska: 文溪水库) är en reservoar i Kina. Den ligger i provinsen Fujian, i den sydöstra delen av landet, omkring 140 kilometer sydväst om provinshuvudstaden Fuzhou. Wenxi Shuiku ligger 190 meter över havet. Arean är 0,33 kvadratkilometer. I omgivningarna runt Wenxi Shuiku växer huvudsakligen savannskog. Den sträcker sig 0,8 kilometer i nord-sydlig riktning, och 1,0 kilometer i öst-västlig riktning.
Genomsnittlig årsnederbörd är 1 812 millimeter. Den regnigaste månaden är augusti, med i genomsnitt 329 mm nederbörd, och den torraste är oktober, med 13 mm nederbörd.